# Isaac Robinson
William Isaac Robinson (21 de agosto de 1975-29 de marzo de 2020) fue un abogado y político estadounidense que sirvió en la Cámara de Representantes de Míchigan como miembro del Partido Demócrata de 2019 a 2020. 

## Primeros años y educación
William Isaac Robinson nació el 21 de agosto de 1975 en Lansing, Míchigan, hijo de Rose Mary Robinson, una activista y política. En 1998, Robinson obtuvo una Licenciatura en Estudios Generales de la Universidad de Míchigan y un Juris Doctor de la Facultad de Derecho Pritzker de la Universidad Northwestern en 2001.

## Carrera
Se convirtió en asistente legal de United Automobile Workers. En 2003, se convirtió en director político del Consejo Conjunto de Teamsters de Míchigan # 43 hasta 2010. En 2012, Robinson comenzó su propio bufete de abogados.

### Política
La madre de Robinson representó al 4.º distrito en la Cámara de Representantes de Míchigan de 2013 a 2019. Después de que a su madre se le prohibió buscar un cuarto mandato debido a los límites del mandato, Isaac fue parte de un campo lleno de gente en las primarias demócratas para reemplazarla. Ganó las primarias demócratas contra otros trece candidatos y ganó fácilmente en el distrito de mayoría demócrata en las elecciones generales.
En febrero de 2020, respaldó al senador Bernie Sanders por la nominación presidencial demócrata para las elecciones presidenciales de 2020. También se desempeñó como vicepresidente de la campaña de Sanders en Míchigan en las primarias demócratas. Fue miembro del capítulo de Detroit de los Socialistas Democráticos de América.
Mientras estuvo en la Cámara de Representantes, sirvió en los comités de Política Tributaria, Comercio y Turismo y Reforma Normativa. Durante la pandemia de coronavirus, apoyó la legislación que suspendería temporalmente los desalojos, las ejecuciones hipotecarias y el cierre de los servicios públicos durante noventa días y redactó una legislación que habría eliminado los períodos de espera para los beneficios de desempleo.

## Muerte
El 29 de marzo de 2020, Robinson fue llevado a un hospital de Detroit debido a problemas respiratorios y luego murió. Se sospecha que la muerte de Robinson fue causada por la infección por COVID-19 causado por el virus del SARS-CoV-2. Después de su muerte, fue alabado por el gobernador Gretchen Whitmer, el presidente de la Cámara de Representantes de Lee Lee Chatfield, la líder de la minoría de la Cámara de Representantes de Christine Greig y la congresista Rashida Tlaib.